# Бычков, Николай Викторович
Николай Викторович Бычков (род. 17 сентября 1960) — советский военнослужащий, российский предприниматель и политик, член Совета Федерации (2003—2004).

## Биография
Родился в Иркутской области.
В 1981 году окончил Симферопольское высшее военно-политическое строительное училище, позднее — Межотраслевой технологический институт и Российскую экономическую академию имени Плеханова.
В 1981—1992 годах служил в Вооруженных силах СССР. С 1992 года работал в банке МЕНАТЕП, войдя в 1997—1998 годах в объединённое правление в качестве директора дирекции военно-технического сотрудничества ОАО «Нефтяная компания „ЮКОС“». С мая 1999 года по январь 2003 года — президент ЗАО «ЮКОС Рефайнинг энд Маркетинг».
27 марта 2003 года Государственное собрание Мордовии утвердило предложение переизбранного главы республики Николая Меркушкина о наделении Николая Бычкова полномочиями члена Совета Федерации — представителя исполнительной власти Мордовии вместо перешедшего на другую работу Леонида Невзлина.
С мая 2003 года занимал должность заместителя председателя Комитета СФ по международным делам.
1 июля 2004 года, ввиду ареста Михаила Ходорковского, избран руководителем фонда «Открытая Россия».
Указом главы Республики Мордовия № 146-УГ от 24 ноября 2004 года полномочия Бычкова как члена Совета Федерации досрочно прекращены.